# Spatarij
Spatarij (latinsko spatharius, grško starogrško σπαθάριος, spathários, mn. spatharioi, dobesedno nosilec spathe) je bil v poznorimskem 5. in 6. stoletju razred cesarjevih telesnih stražarjev na dvoru v Konstantinoplu. Naziv je v Bizantinskem cesarstvu kasneje  postal visok častni naziv.

## Zgodovina
Naziv se je prvotno uporabljal verjetno za zasebne in cesarjeve telesne stražarje. Prvotni cesarski spatharioi  so bili ali kasneje postali tudi evnuhi kubikulariji (koubikoularioi) iz sacrum cubiculum (cesarjeva sveta spalnica) z vojaškimi zadolžitvami. Dokazano so obstajali od vladavine cesarja Teodozija II. (vladal 408-450), pri katerem je bil na tem položaju evnuh Krizafij.
Poseben naziv spatharokoubikoularios za evnuhe iz leta 532 kaže verjetno na to, da so bili v cesarjevi službi razen spatarijev evnuhov tudi spatariji neevnuhi.  Spatarij so se imenovali tudi različni generali, guvernerji provinc in vojaški spremljevalci. Cesarski spatariji so se od njih razlikovali po predponi  basilikoi  - cesarski. Poveljnik cesarskih spatarijev se je imenoval protospatarij (grško prōtospatharios, prvi spatarij). Protospatarij je, verjetno v poznem 7. stoletju, postal poseben  dvorni dostojanstvenik.
Z zgodnjem 8. stoletju so ti naslovi izgubili svoje prvotne vojaške konotacije in postali  častni naslovi. Na začetku je bil spatarij v dvorni hierarhiji uvrščen precej visoko. Cesar  Justinijan II. (vladal 685–695), na primer, ga je podelil svojemu prijatelju in kasnejšemu cesarju Leonu III. Izavrijcu (vladal  717–741). Kasneje je začel naslov postopoma  izgubljati ugled, vendar je v Filotejevem Kletorologiju  iz leta  899 še vedno zasedal sedmo najvišje mesto  v hierarhiji  nad hipatom in pod   spatarokandidatom. Njegov statusni simbol je bil pozlačen meč. V tem času so se cesarjevi hišni telesni  stražarji  še vedno imenovali oikeiakos spatharios za razliko od basilikoi spatharioi, ki so bili častni dostojanstveniki.  Naziv se  je v tem kontekstu prenehal uporabljati okoli leta 1075. V času, ko je Ana Komnena  pisala Aleksiado, je naslov spatarij veljal za povsem nepomembnega.

## Druga raba
- V alemanskem zakoniku Lex Alemannorum (79.7) je spatarij kovač mečev.
- V srednjeveški kneževini Moldaviji je bil  spătar čuvaj vojvodovega  meča in gorjače, poveljnik konjenice in za vojvodo drugi najvišji poveljujoči častnik.[6]
- Aelfrik Gramatik s spatarijem imenuje mečenosca: swyrd-bora. Id est, Ensifer.
- V 12. stoletju se je eden od portugalskih viteških redov imenoval Milites Ordinis Militaris S. Jacobi de la Spatha. Njegovi člani so bili znani kot spatariji.

## Vira
- Bury, John Bagnell (1911). The Imperial Administrative System of the Ninth Century - With a Revised Text of the Kletorologion of Philotheos. London: Published for the British Academy by Henry Frowde, Oxford University Press.
- Kazhdan, Alexander (1991). »Spatharios«.  V Kazhdan, Alexander (ur.). The Oxford Dictionary of Byzantium. New York and Oxford: Oxford University Press. str. 1935–1936. ISBN 978-0-19-504652-6.